# Gare de Lincent
La gare de Lincent est une gare ferroviaire belge, fermée, de la ligne 147, de Tamines à Landen située sur le territoire de la commune de Lincent, dans la province de Liège en Région wallonne.

## Situation ferroviaire
La gare de Lincent était située au point kilométrique (PK) 5,5 de la ligne 147, de Tamines à Landen via Fleurus, Gembloux et Ramillies entre les gares de Maret et Racour.

## Histoire
La station de Lincent est mise en service le 15 octobre 1865 par la Compagnie du chemin de fer de Tamines à Landen, lorsqu'elle ouvre à l'exploitation la section de Fleurus à Landen.
En 1881, il est décidé du remplacement du bâtiment de la gare en raison de l'absence de logement de fonction contraignait le chef de gare à résider à l'écart de la station.
La SNCB supprime les derniers trains de voyageurs entre Fleurus et Landen le 4 octobre 1959 mais des marchandises continuent à être déchargées à Lincent jusqu'au 1er février 1976. La section de Landen à Orp ferme finalement aux marchandises en 1981 et la voie est démontée en 1988-1989.

## Patrimoine ferroviaire
Transformé en habitations, le bâtiment des recettes appartient au plan type 1881 des Chemins de fer de l’État belge dont plusieurs ont été bâtis en remplacement de constructions plus anciennes sur les lignes 142 et 147. Il s'agit d'une version avec une aile courte, de trois travées, disposée à gauche du corps de logis.
Une photographie ancienne montre sur la gauche du bâtiment une petite construction de trois travées à toit à double pente, désormais disparue ; il s'agissait du bâtiment d'origine qui présentait des ressemblances avec celui de la gare d'Orp, et possiblement de Jauche et Ramillies, tous remplacés.